# Birkingen
Birkingen is een plaats in de Duitse gemeente Albbruck, deelstaat Baden-Württemberg, en telt 387 inwoners (2006).